# Heimeldinger

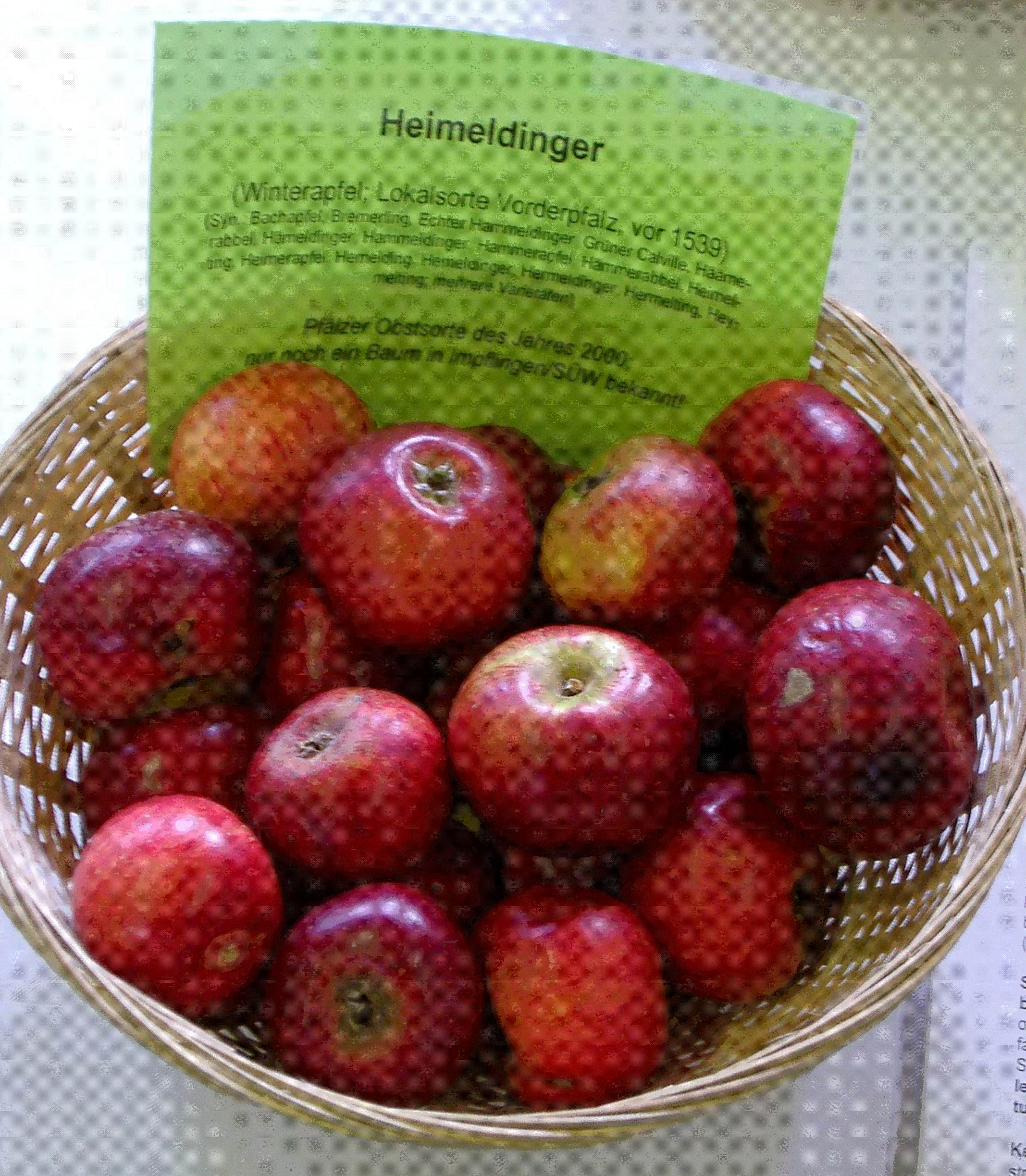
Früchte der Sorte Heimeldinger

Heimeldinger ist eine Apfelsorte, die früher in der Pfalz sehr verbreitet war, heute aber fast ausgestorben ist. Im Jahre 2000 war der Heimeldinger „Pfälzer Obstbaum des Jahres“.

## Geschichte
In den Kräuterbüchern des Hieronymus Bock (erschienen 1539) und seines Schülers Tabernaemontanus (erschienen 1588–1591) wurde die Sorte unter dem Namen „Heymelting“ erwähnt.
Im 18. und 19. Jahrhundert wurde der Heimeldinger in der Vorderpfalz und am Haardtrand sehr häufig angepflanzt. Der Pomologe Friedrich Jakob Dochnahl aus Neustadt schrieb über den Heimeldinger 1862: „Berühmte Pfälzersorte, an allen Straßen vorkommend, ... in den Baumschulen von den Landleuten sehr begehrt, weil sie alljährlich trägt und zu allen Zwecken taugt.“
Von 1919 an wurde der Heimeldinger bei der Obst- und Weinbauschule Neustadt an der Haardt kultiviert, er erfüllte die damaligen Ansprüche allerdings nicht. Die Sorte wurde Ende der 1930er Jahre als untauglich bewertet, danach geriet sie in Vergessenheit.
Ende der 1990er Jahre war kein Baum dieser Sorte mehr bekannt. Nach einer Suchaktion in der Lokalpresse wurde 1998 noch ein Baum als „Heimelding“ gemeldet, der in einem Obstgarten am Ortsrand von Impflingen stand. Dieser Baum musste nach einem Sturmschaden im Winter 2000/2001 und starkem Pilzbefall gefällt werden, zuvor wurden jedoch Reiser davon auf junge Bäume veredelt, um die Sorte zu erhalten. Im Jahre 2000 erklärte der Arbeitskreis Historische Obstsorten der Pfalz den Heimeldinger zum „Pfälzer Obstbaum des Jahres“. Im Jahre 2011 wurde ein weiterer Baum der Sorte bei Neustadt an der Weinstraße entdeckt. Ob die wieder aufgefundenen Bäume tatsächlich zu dieser Sorte gehören, kann mangels Referenzmaterial nicht sicher beurteilt werden. Es gibt Ähnlichkeiten mit der Sorte Purpurroter Zwiebelapfel.

## Beschreibung
Junge Bäume zeigen eine gleichmäßige Verzweigung, dünne Triebe und steile Leitäste. Der Baum wird mittelgroß, im Alter entwickelt sich eine hochkugelige, dichte Krone mit nach außen hängenden Ästen.
Die festen Früchte sind mit 60 g klein, gleichmäßig flachkugelig, 55 mm breit und 45 mm hoch. Ihre glatte, nur leicht bewachste Schale hat eine grünliche Grundfarbe. Die rote Deckfarbe kann bis zu 90 % der Oberfläche bedecken. An Kelch und Stiel sind die Äpfel grün und berostet. Ihr grünlich-weißes, süß-säuerliches Fruchtfleisch ist mäßig saftig. Die Äpfel können im September oder Oktober geerntet werden, genussreif sind sie ab Weihnachten bis ins Frühjahr.

## Synonyme, Volksnamen
- Bachapfel (pfälzisch „Bachabbel“ steht allerdings für viele Sorten, vor allem für den Kleinen Fleiner, im rheinhessischen bezeichnet der Ausdruck die Landsberger Renette),
- Bremerling (n. Diel),
- Echter Hammeldinger,
- Gelber Trossapfel,
- Grüner Calville, Häämerabbel,
- Hämeldinger,
- Hammeldinger,
- Hammerapfel,
- Hämmerabbel,
- Heimelting,
- Heimerapfel,
- Hemelding,
- Hemeldinger,
- Hermeldinger,
- Hermelting,
- Heymelting;

## Varietäten
Gelber, Großer, Grüner, Kleiner, Weißer Heimeldinger